# Odrodzenie (województwo dolnośląskie)
Odrodzenie – schronisko turystyczne w Polsce położone w województwie dolnośląskim, w powiecie karkonoskim, w gminie Podgórzyn.
W latach 1975–1998 miejscowość należała administracyjnie do województwa jeleniogórskiego.
Miejscowość stanowi schronisko PTTK „Odrodzenie” na Przełęczy Karkonoskiej.